# 키트노스섬

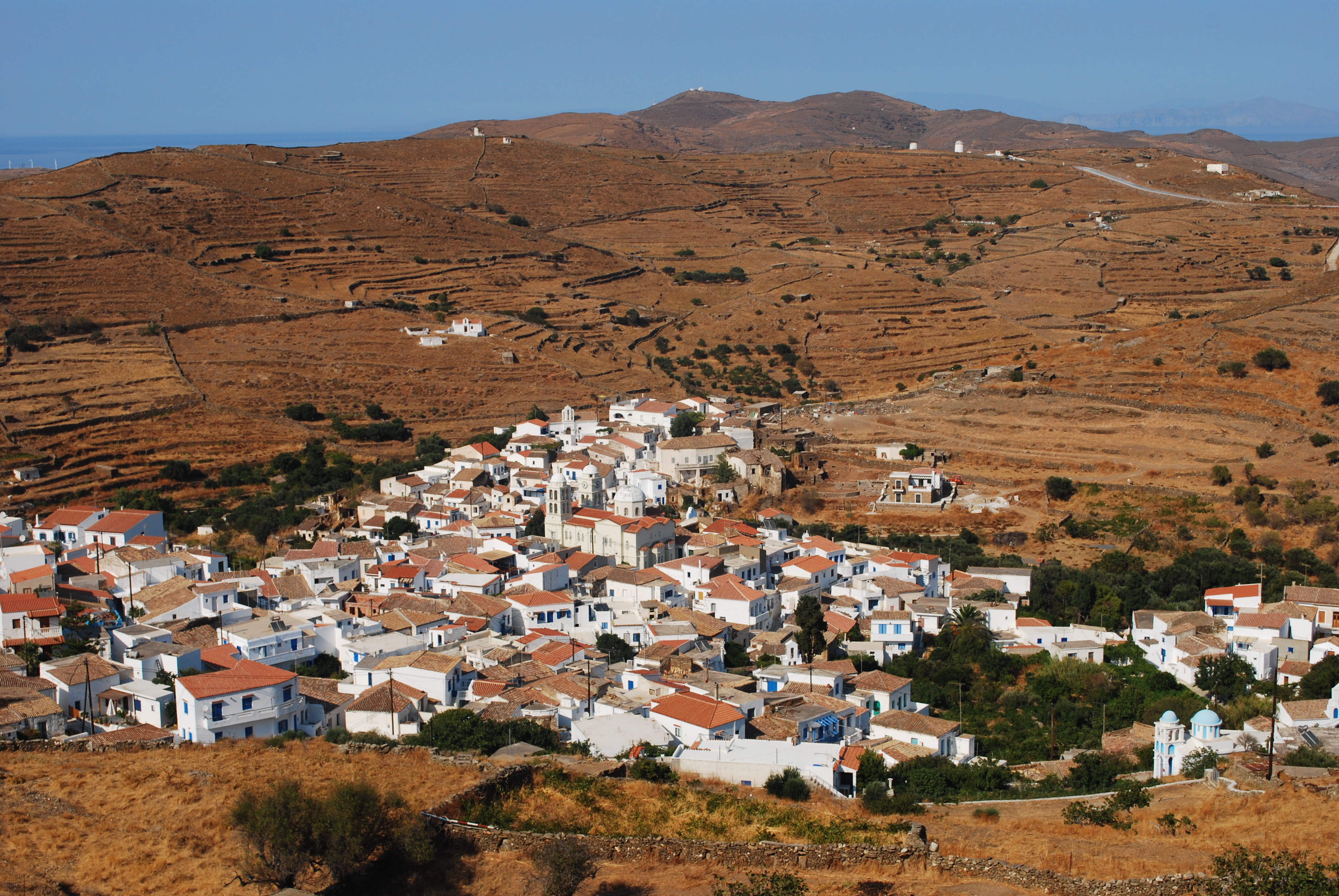

키트노스섬(Kythnos)은 키클라데스 제도 서부의 그리스 섬이자 군이다. 피레아스의 아테네 항만에서 104킬로미터 떨어진 곳에 위치해 있다. 면적은 100.187 제곱 킬로미터이며 해안선은 약 100킬로미터이다. 70개 이상의 해변이 존재하며 그 중 다수는 도로로 접근이 불가능하다.